# Sternenhimmel
Unter Sternenhimmel oder Sternhimmel, dichterisch auch Sternenzelt genannt, wird der Anblick des gestirnten Himmels verstanden – des Nachthimmels auf der Erde beziehungsweise auf anderen Himmelskörpern und im Universum.

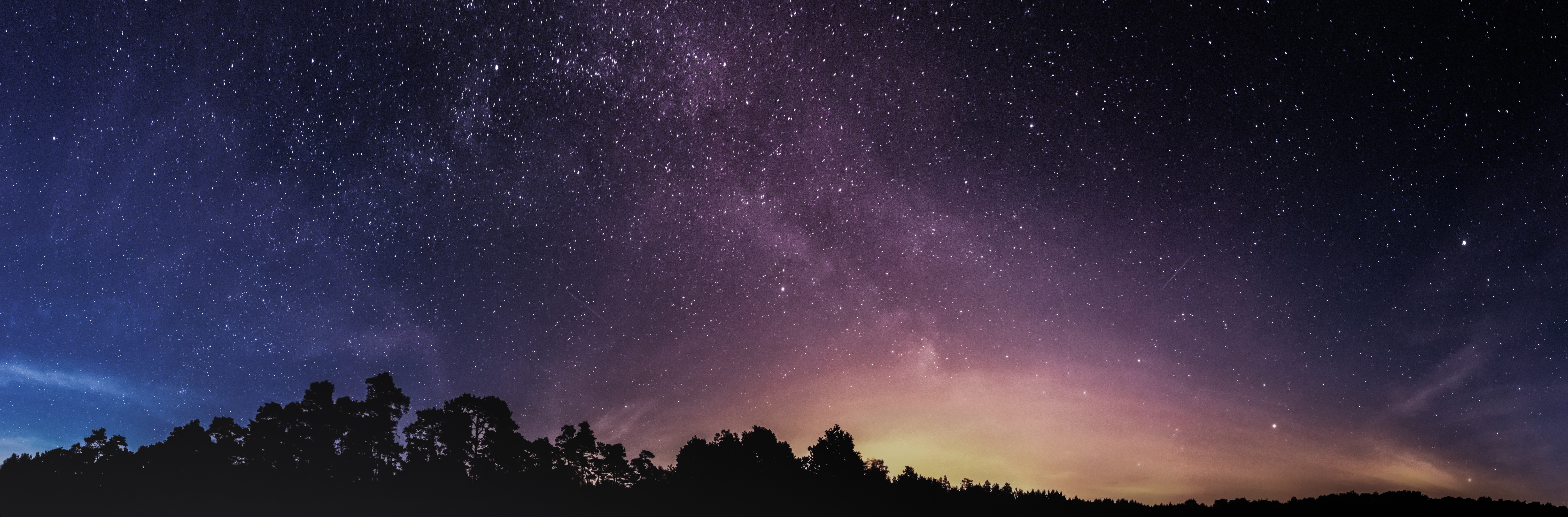
Panorama (~280°) des Sommernachthimmels bei Brandenburg an der Havel mit Lichtdom am Horizont

Bei günstigen Umständen an Standorten auf der Erde sind ohne Lichtverschmutzung mit bloßem Auge etwa 3000 bis 6000 Sterne zu sehen – die alle zur Galaxis (Milchstraße) gehören – sowie zudem die Andromedagalaxie und die beiden Magellanschen Wolken freiäugig sichtbar. Die Zahl der mit modernen Großteleskopen erfassbaren Sterne beträgt über 10 Milliarden.

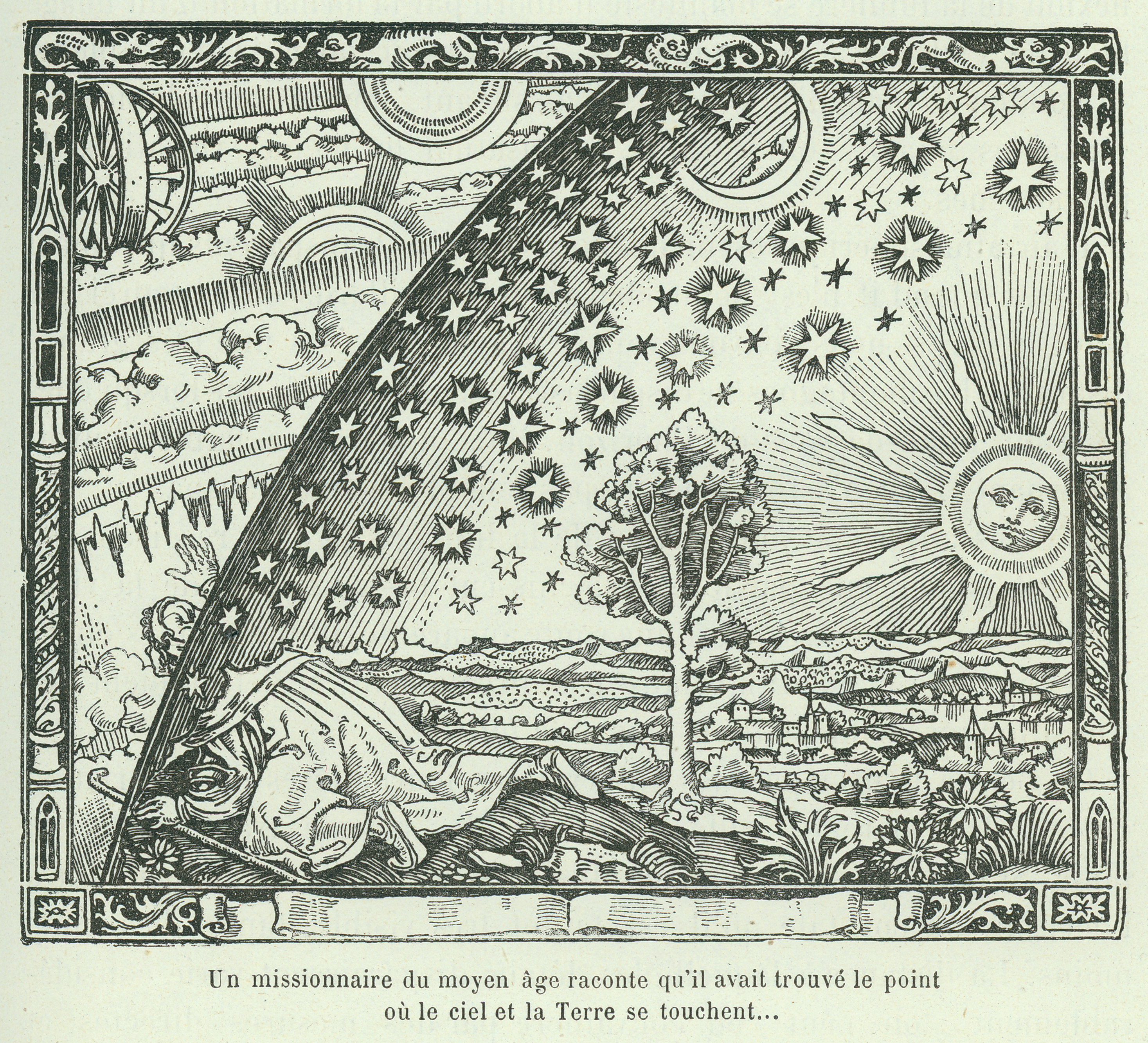
Flammarions Holzstich von 1888 veranschaulicht die Vorstellung, kugelförmig
sei der Sternenhimmel

Die phänomenologische Himmelserscheinung wird auch als Firmament bezeichnet, an das man sich früher die gegeneinander unbeweglichen Fixsterne angeheftet dachte.
Mathematisch betrachtet ist der Himmelsanblick für die sphärische Astronomie die Projektion des Sternenraums auf die sogenannte Himmelskugel, eine für Berechnungen benutzte Einheitskugel.
Eine Nacht mit gut sichtbarem Sternenhimmel wird  Sternennacht genannt.

## Hemisphären
Bezugnehmend auf die Himmelskugel lassen sich für den Sternenhimmel halbkugelige Hälften oder Hemisphären unterscheiden, geschieden durch eine trennende Ebene:
- Der über der Ebene des Horizonts sichtbare Himmel stellt so eine Hälfte mit dem Zenit als Scheitelpunkt dar, die andere Hälfte mit dem Nadir (Fußpunkt) liegt unter dem Horizont des Standorts.
- Die Ebene des Himmelsäquators teilt den Sternenhimmel in zwei Hemisphären: den  Nordhimmel um den nördlichen und den Südhimmel um den südlichen Himmelspol.
- Bezogen auf die Ebene der Ekliptik – der scheinbaren Jahresbahn der Sonne vor dem Fixsternhintergrund des Zodiaks – lässt sich der Sternenhimmel unterscheiden in die Hälfte nördlich der Ekliptik um den nördlichen Ekliptikpol und die Hälfte um den südlichen Ekliptikpol.

Koordinatensystem auf Basis der Horizontebene

Aufbauend auf einer Ebene als Bezugsebene und einer auf dieser stehenden Achse als Koordinatenachse lassen sich verschiedene astronomische Koordinatensysteme gründen. So wird zum Beispiel auf der Horizontebene mit dem Beobachter als Mittelpunkt und dessen Standort als Bezugspunkt sowie hier der Richtung des Lots als vertikaler Bezugsachse zwischen Zenit und Nadir das bekannte Horizontsystem festgelegt, ein topozentrisches Bezugssystem, in dem Sterne mit horizontalen (Horizontalwinkel als Azimut) und vertikalen (Höhenwinkel als Elevation) Koordinaten verortet werden können.
Demgegenüber beziehen sich Begriffe wie die von Sommerhimmel oder Winterhimmel auf den wandelnden Aspekt des Sternenhimmels und hängen daher nicht nur vom geographischen Standort ab, sondern auch von der Ortszeit und dem jahreszeitlichen Datum. Beispielsweise sind die für Europa typischen Wintersternbilder des Abendhimmels, etwa Orion, auch im Herbst zu sehen, aber nach Mitternacht.

## Sternenhimmel als Bezugssystem

Koordinatensystem auf Basis der Äquatorebene zur Angabe von Sternörtern

In der Astrometrie und sphärischen Astronomie dient der Sternenhimmel als Bezugssystem für sternfeste Koordinaten, siderische Perioden und die  Weltzeit (UT). Siehe hierzu auch Zeitsysteme und Fundamentalsystem.
Den Geodäten, der Navigation und verschiedenen Sparten der Physik gibt er die Möglichkeit, absolute Richtungen zu messen, Ortungen durchzuführen und die Gestalt der Erde zu bestimmen: Die Bezugssysteme für Koordinaten und physikalische Messungen werden letztlich aus dem Sternenhimmel abgeleitet. Ihre bestimmenden Parameter und jene der Erde werden international einheitlich definiert – wobei die Dachverbände der Astronomen (IAU), der Physik, der Geophysik (IUGG) und der Geodäsie (IAG, FIG) eng kooperieren.

## Sternkarten
Zur Orientierung am Sternenhimmel dienen Sternkarten, insbesondere drehbare Sternkarten, die nach Datum und Zeit einstellbar sind. Die sind auf die geografische Breite einer Region ausgelegt und meist für den Blick nach Süden. Für andere Blickrichtungen ist die gewünschte Himmelsrichtung nach unten zu halten. Die Haupthimmelsrichtungen sind meist mit N (Nord), E (Ost), S (Süd) und W (West) markiert.
Als älteste Darstellung des Sternenhimmels – und des Sternhaufens der Plejaden – gilt die Himmelsscheibe von Nebra.

## Jahreszeitlicher Sternenhimmel
Die folgenden Tafeln zeigen Veränderungen des abendlichen beziehungsweise nächtlichen Himmelsanblicks zu verschiedenen Jahreszeiten für Mitteleuropa jeweils etwa um 21 Uhr zur Monatsmitte im Januar, April, Juli und Oktober.
Auf den Karten sind Sterne bis etwa 4. Größe dargestellt, die üblichen Konturen der Sternbilder sowie das Wintersechseck und das Sommerdreieck. Bei den Darstellungen liegt der Scheitelpunkt (Zenit) jeweils in der Kartenmitte. In der praktischen Anwendung ist die Himmelsrichtung, in der die Beobachtung stattfindet, zu berücksichtigen und die Karte durch Drehung anzupassen.

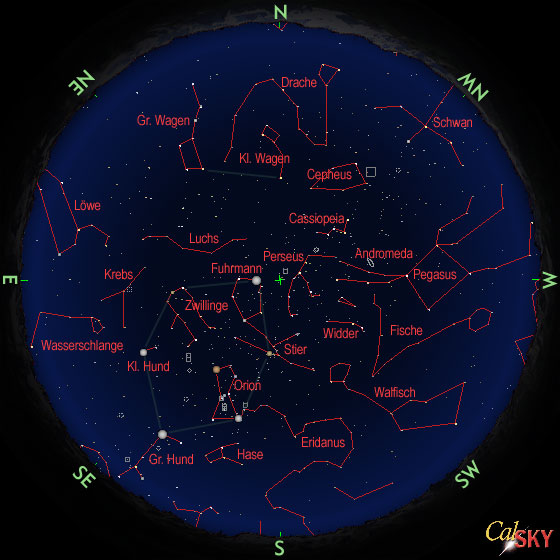
Winterhimmel
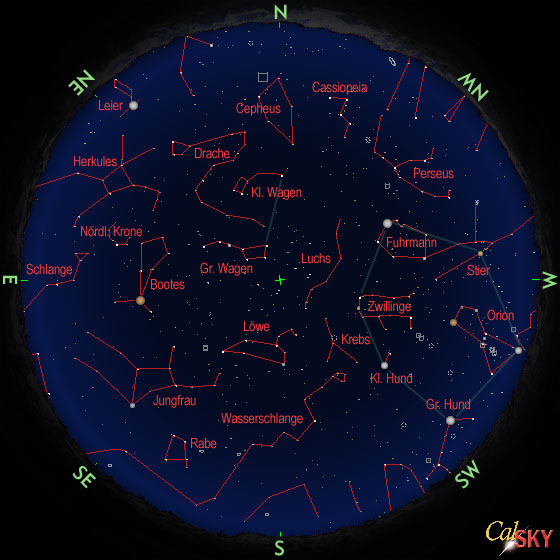
Frühlingshimmel
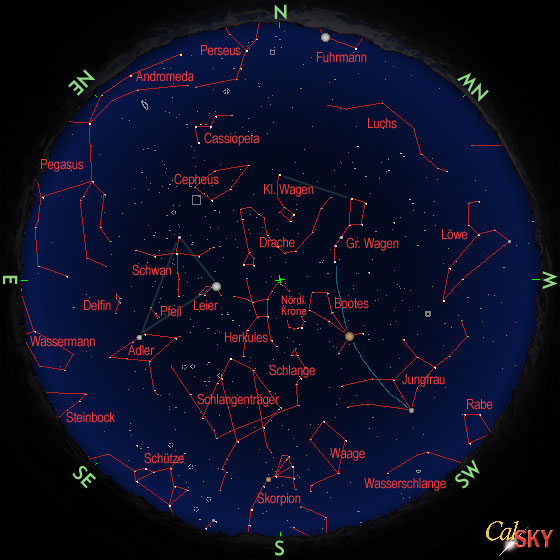
Sommerhimmel
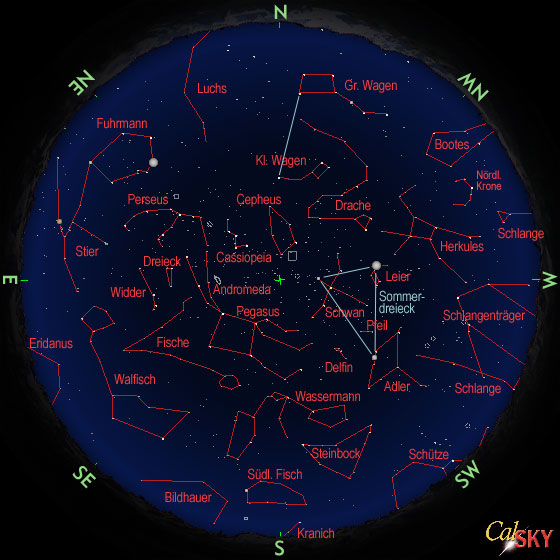
Herbsthimmel